# An-Magritt Wibell Nygaard-Ech
An-Magritt Wibell Nygaard-Ech er en dansk-norsk forfatter og freelanceskribent. Hun er medlem af Dansk Forfatterforening og skriver bøger og romaner og noveller til magasiner i hele Skandinavien i flere genrer: realisme, mystik, action, drama, psykologi og skæbne, samt blød krimi. Hun skriver både historisk og nutidigt.